# Rigsdagsbrandforordningen
Den såkaldte tyske Rigsdagsbrandforordning (ty. Reichstagsbrandverordnung) eller "Rigspræsidentens Forordning til Beskyttelse af Folket og Staten" (ty. Verordnung des Reichspräsidenten zum Schutz von Volk und Staat) af 28. februar 1933 var en forordning, der satte en række af Weimarrepublikkens borgerrettigheder ud af kraft. Forordningen udgjorde det juridiske grundlag for fængsling af modstandere af det regerende naziparti og var et væsentligt element i Adolf Hitlers etablering af en et-parti stat. Den umiddelbare anledning til præsidentens dekret var rigsdagsbranden aftenen før.

## Historie
Hitler var udnævnt til tysk kansler fire uger før, den 30. januar 1933, da han blev opfordret af præsident Paul von Hindenburg til at indgå i en samlingsregering. Hitlers regering anmodede von Hindenburg om at opløse rigsdagen og udskrive parlamentsvalg den 5. marts.
Om aftenen den 27 februar 1933, seks dage før valget, udbrød der brand i Rigsdagen. Mens de nøjagtige omstændigheder af branden endnu er uklare, står det klart, at Hitler og hans tilhængere hurtigt udnyttede branden som et middel til at fremskynde deres magtkonsolidering. De greb muligheden for at kæde branden sammen med det tyske folks frygt for en kommunistisk opstand. Forordningen blev udstedt i medfør af Weimarforfatningen § 48 af præsident Paul von Hindenburg.

## Effekt
Indførelsen af forordningen førte til, at begrænsninger af den personlige frihed blev legitime. Retten til ytringsfrihed blev indskrænket; herunder pressefriheden, retten til forsamlingsfrihed og et frit foreningsliv, indgreb i post- og telegrafvæsnet og telefon med hemmelige dekreter om ransagning og beslaglæggelse og indskrænkelse af ejendomsret uden for grænserne.
Rigsdagsbrandforordning dannede det juridiske grundlag for en bølge af arrestationer af regimets modstandere og var dybest set Weimarrepublikken overgang fra demokrati til totalitært diktatur. Del 2 af bekendtgørelsen var grundlag for den nationale regerings ret til indgriben på nationalt plan, altså i de tidligere selvstændige regionale enheder og centraliserede statsapparatet i det tyske Rige. Forordningen havde forrang for de forskellige føderalistiske reservekravsrettigheder, de tidligere lande måtte have.
Forordningen, der fra første færd blev brugt med begrundelsen at bekæmpe en kommunistisk opstand, blev benyttet af nationalsocialisterne til en udvidet fortolkning, der blev begrundet med de politiske tendenser, der var i modsætning til den nationalsocialistiske ånd. Således kunne de med ét slag bruge reguleringen til alle politiske grupper, der stillede op mod nazismen. Også grupper, der var direkte modstandere af kommunismen som katolske ungdomsgrupper blev berørt. Det blev fremført, at de med deres partikularistiske tendenser til en vis grad svækkede det "nationalsocialistiske folkefællesskab".
Endnu flere i den stadig "udvidede fortolkning" var stort set alle individer eller grupper, der på nogen måde kunne defineres som politiske. I henhold til nationalsocialistisk politisk tænkning fandtes ikke noget ikke-politisk område inden for det nationale folkesamfund, der ikke gav statsapparatet næsten frie hænder. Forordningen dannede sammen med den senere bemyndigelseslov et effektivt retsgrundlag for det nationalsocialistiske regime.

## Rigsdagsbrandforordningens tekst
Rigsdagsbrandforordningens fulde tekst var Verordnung des Reichspräsidenten zum Schutz von Volk und Staat ("Rigspræsidentens forordning til beskyttelse af folket og staten").
Som med de fleste love under nationalsocialisternes Gleichschaltung, "ensretningsproces", var rigsdagsbrandforordningen ganske kort. I sin helhed på tysk og dansk:
| Verordnung des Reichspräsidenten zum Schutz von Volk und Staat | Forordning af Rigspræsidenten til Beskyttelse af Folket og Staten |
| Auf Grund des Artikels 48 Abs. 2 der Reichsverfassung wird zur Abwehr kommunistischer staatsgefährdender Gewaltakte folgendes verordnet: | På grundlag af Rigsforfatningens artikel 48 stk. 2 forordnes følgende til afværgelse af kommunistiske statsfjendtlige voldshandlinger: |
| §1 | §1 |
| Die Artikel 114, 115, 117, 118, 123, 124 und 153 der Verfassung des Deutschen Reichs werden bis auf weiteres außer Kraft gesetzt. Es sind daher Beschränkungen der persönlichen Freiheit, des Rechts der freien Meinungsäußerung, einschließlich der Pressefreiheit, des Vereins- und Versammlungsrechts, Eingriffe in das Brief-, Post-, Telegraphen- und Fernsprechgeheimnis, Anordnungen von Haussuchungen und von Beschlagnahmen sowie Beschränkungen des Eigentums auch außerhalb der sonst hierfür bestimmten gesetzlichen Grenzen zulässig. | Det tyske Riges Forfatning artikel 114, 115, 117, 118, 123, 1245 og 153 sættes indtil videre ud af kraft. Der tillades således indskrænkninger i den personlige frihed, ytringsfriheden, endvidere pressefriheden, forenings- og forsamlingsfriheden, indgreb i brev-, post-, telegraf- og telegramhemmeligheden, anordninger om husundersøgelser, beslaglæggelse af såvel som indskrænkninger i ejendom, også uden for de i øvrigt fastsatte lovmæssige grænser. |
| §2 | §2 |
| Werden in einem Lande die zur Wiederherstellung der öffentlichen Sicherheit und Ordnung nötigen Maßnahmen nicht getroffen, so kann die Reichsregierung insoweit die Befugnisse der obersten Landesbehörde vorübergehend wahrnehmen. | Hvis der i en delstat ikke træffes de nødvendige foranstaltninger til genoprettelse af den offentlige sikkerhed og orden, kan rigsregeringen uden videre midlertidigt varetage de øverste delstatsmyndigheders beføjelser. |
| §3 | §3 |
| Die Behörden der Länder und Gemeinden (Gemeindeverbände) haben den auf Grund des § 2 erlassenen Anordnungen der Reichsregierung im Rahmen ihrer Zuständigkeit Folge zu leisten. | Delstats- og kommunalmyndighederne (de kommunale forvaltninger) skal, inden for rammerne af deres kompetence, adlyde de af Rigsregeringen i henhold til §2 udstedte anordninger. |
| §4 | §4 |
| Wer den von den obersten Landesbehörden oder den ihnen nachgeordneten Behörden zur Durchführung dieser Verordnung erlassenen Anordnungen oder den von der Reichsregierung gemäß § 2 erlassenen Anordnungen zuwiderhandelt oder wer zu solcher Zuwiderhandlung auffordert oder anreizt, wird, soweit nicht die Tat nach anderen Vorschriften mit einer schwereren Strafe bedroht ist, mit Gefängnis nicht unter einem Monat oder mit Geldstrafe von 150 bis zu 15000 Reichsmark bestraft. Wer durch Zuwiderhandlung nach Abs. 1 eine gemeine Gefahr für Menschenleben herbeiführt, wird mit Zuchthaus, bei mildernden Umständen mit Gefängnis nicht unter sechs Monaten und, wenn die Zuwiderhandlung den Tod eines Menschen verursacht, mit dem Tode, bei mildernden Umständen mit Zuchthaus nicht unter zwei Jahren bestraft. Daneben kann auf Vermögenseinziehung erkannt werden. Wer zu einer gemeingefährlichen Zuwiderhandlung (Abs. 2) auffordert oder anreizt, wird mit Zuchthaus, bei mildernden Umständen mit Gefängnis nicht unter drei Monaten bestraft. | Den, som handler imod, opfordrer eller opildner til modstand mod en anordning, som udstedes til gennemførelse af denne forordning enten af de øverste delstatsmyndigheder eller disses underordnede eller af Rigsregeringen i henhold til §2, straffes med fængsel i ikke under en måned eller med bøde på mellem 150 og 15.000 rigsmark, for så vidt en sådan handling ikke medfører en højere straf på grundlag af en anden bestemmelse. Den, som ved at modsætte sig forordningen, jf. 1, medfører fare for menneskeliv, straffes med tugthus, under mildere omstændigheder med fængsel i ikke under seks måneder, og hvis denne handling forårsager tab af menneskeliv, med dødsstraf; under mildere omstændigheder straffes med tugthus i ikke under to år. Derudover kan konfiskering af formue komme på tale. Den, som opfordrer til en modstandshandling farlig for almenheden, jf. stk. 2, straffes med tugthus; under mildere omstændigheder med fængsel i ikke under tre måneder.                                                      |
| §5 | §5 |
| Mit dem Tode sind die Verbrechen zu bestrafen, die das Strafgesetzbuch in den §§ 81 (Hochverrat), 229 (Giftbeibringung), 307 (Brandstiftung), 311 (Explosion), 312 (Überschwemmung), 315 Abs. 2 (Beschädigung von Eisenbahnanlagen), 324 (gemeingefährliche Vergiftung) mit lebenslangem Zuchthaus bedroht. Mit dem Tode oder, soweit nicht bisher eine schwerere Strafe angedroht ist, mit lebenslangem Zuchthaus oder mit Zuchthaus bis zu 15 Jahren wird bestraft: - 1. Wer es unternimmt, den Reichspräsidenten oder ein Mitglied oder einen Kommissar der Reichsregierung oder einer Landesregierung zu töten oder wer zu einer solchen Tötung auffordert, sich erbietet, ein solches Erbieten annimmt oder eine solche Tötung mit einem anderen verabredet; - 2. wer in den Fällen des § 115 Abs. 2 des Strafgesetzbuchs (schwerer Aufruhr) oder des § 125 Abs. 2 des Strafgesetzbuchs (schwerer Landfriedensbruch) die Tat mit Waffen oder in bewußtem und gewolltem Zusammenwirken mit einem Bewaffneten begeht; - 3. wer eine Freiheitsberaubung (§ 239) des Strafgesetzbuchs in der Absicht begeht, sich des der Freiheit Beraubten als Geisel im politischen Kampfe zu bedienen. | Med døden straffes de forbrydelser, som i Straffelovens §§ 81 (højforræderi), 229 (giftmord), 307 (brandstiftelse), 311 (eksplosion), 312 (oversvømmelse), 315 stk. 2 (beskadigelse af jernbaneanlæg), 324 (almentfarlig forgiftning) [normalt] medfører livsvarigt tugthus. Følgende medfører dødsstraf eller, for så vidt en strengere straf ikke hidtil har været forordnet, livsvarigt tugthus eller tugthus i op til 15 år: - 1. Den, som forsøger at myrde rigspræsidenten, et medlem eller en kommissær fra rigsregeringen eller en delstatsregering, eller som opfordrer til et sådant mord, medvirker til, eller tilbyder at medvirke til eller aftaler et sådant mord. - 2. Den, som overtræder Straffelovens §115 stk. 2 (væsentligt oprør) eller §125 stk. 2 (væsentligt brud på landefreden) med brug af skydevåben eller som bevidst og med denne hensigt samarbejder om dette med en bevæbnet. - 3. Den, som begår frihedsberøvelse (Straffelovens §239) i den hensigt at holde den frihedsberøvede som gidsel i en politisk kamp. |
| §6 | §6 |
| Diese Verordnung tritt mit dem Tage der Verkündung in Kraft. Berlin, den 28. Februar 1933. Der Reichspräsident von Hindenburg Der Reichskanzler Adolf Hitler Der Reichsminister des Innern Frick Der Reichsminister der Justiz Dr. Gürtner | Denne forordning træder i kraft ved forkyndelsen. Berlin, den 28. februar 1933 Rigspræsidenten: von Hindenburg Rigskansleren: Adolf Hitler Indenrigsministeren: Frick Justitsministeren: dr. Gürtner |